# Buchnera poggei
Buchnera poggei är en snyltrotsväxtart som beskrevs av Adolf Engler. Buchnera poggei ingår i släktet Buchnera och familjen snyltrotsväxter. Inga underarter finns listade i Catalogue of Life.